# المپوس
المپوس (به ژاپنی: オリンパス株式会社) (به انگلیسی: Olympus) شرکت ژاپنی تولیدکننده تجهیزات تصویربرداری و محصولات اپتیک است، که در تاریخ ۱۲ اکتبر ۱۹۱۹ تأسیس شد، که ابتدا در زمینه ساخت میکروسکوپ و دماسنج فعالیت می‌نمود.
شرکت المپوس سهم عمده‌ای در بازار جهانی فروش آندوسکوپ‌ها را، به خود اختصاص داده است و در حدود ۷۰٪ درصد از این بازار را در کنترل خود داشته، که سالیانه، معادل ۲٬۵ میلیارد دلار را، عاید این شرکت می‌نماید. دفتر مرکزی این شرکت، در شهر شینجوکو، توکیو، ژاپن مستقر می‌باشد.
در اواخر سال ۲۰۱۱ این شرکت در پی یک رسوایی مالی، مدیرعامل بریتانیایی خود را اخراج نمود. این رسوایی به‌سرعت ارزش سهام این شرکت را به میزان ۷۵٪ کاهش داد. این رسوایی که برخی از اعضای هیئت مدیره شرکت الیمپوس نیز در آن درگیر بودند، یکی از بزرگترین ضررهای مالی در تاریخ شرکت‌های بزرگ ژاپن را، به این شرکت وارد نمود.
در ماه ژوئن سال ۲۰۱۲، شرکت المپوس اعلام کرد، که ۲۷۰۰ نفر از کارکنانش یا ۷٪ درصد از نیروی کار جهانی خود را، تا پایان ماه مارس سال ۲۰۱۴ از دست خواهد داد. این نزول، تا پایان ماه مارس ۲۰۱۵ حدود ۴۰٪ درصد از کارخانه‌های تولیدی خود در سراسر جهان را کاهش خواهد داد و این یعنی تعطیلی ۳۰ کارخانه این شرکت، که به‌منظور کاهش هزینه‌ها، انجام می‌گیرد.

## نگارخانه

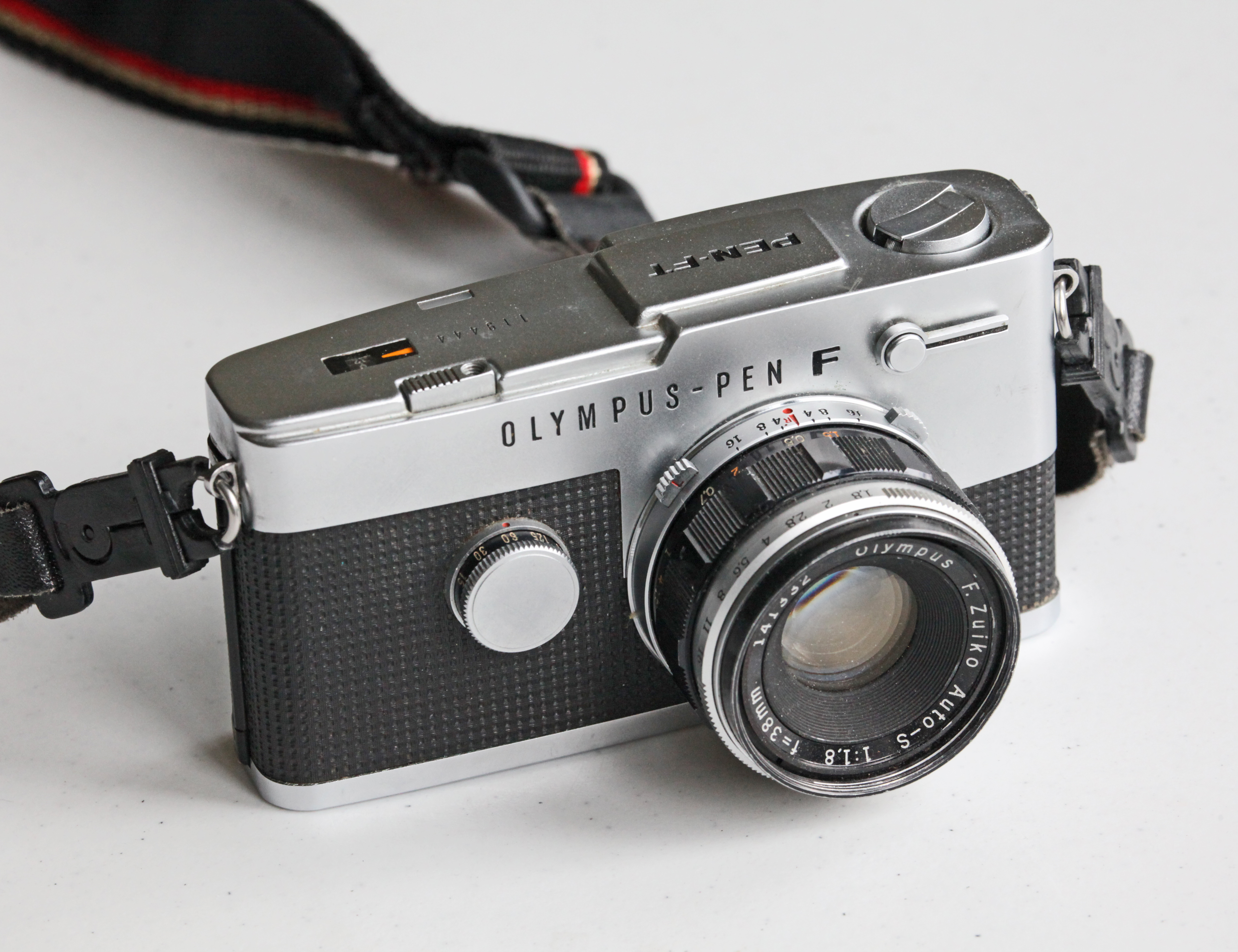
دوربین المپوسFT و لنز زویکو 38mm f1.8
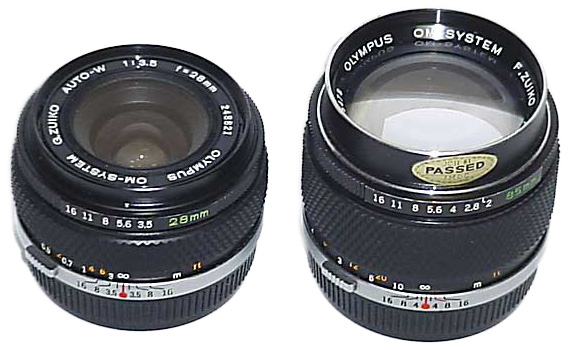
لنز المپوس ام‌او زویکو
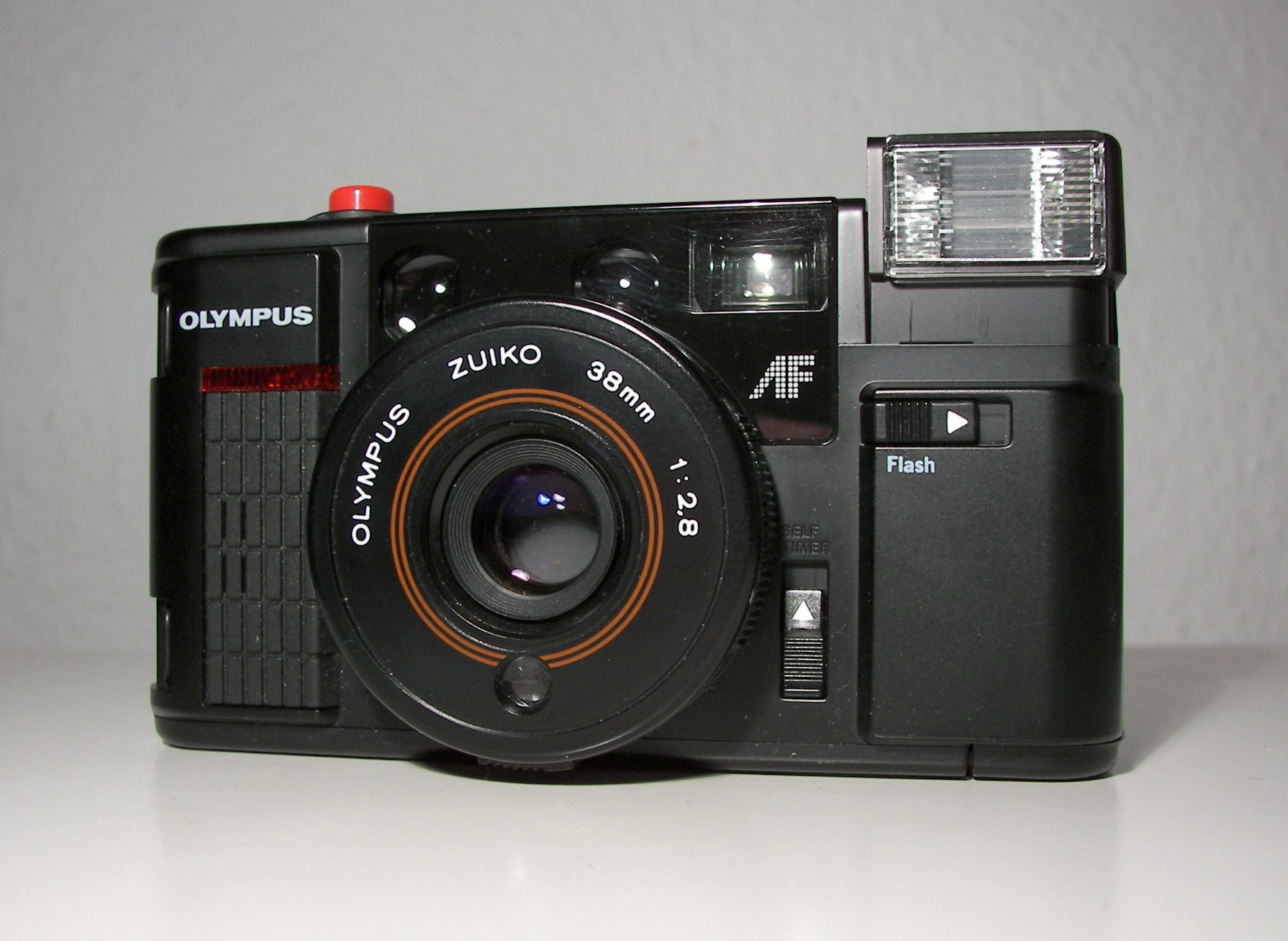
دورینب فلش سریع المپوس
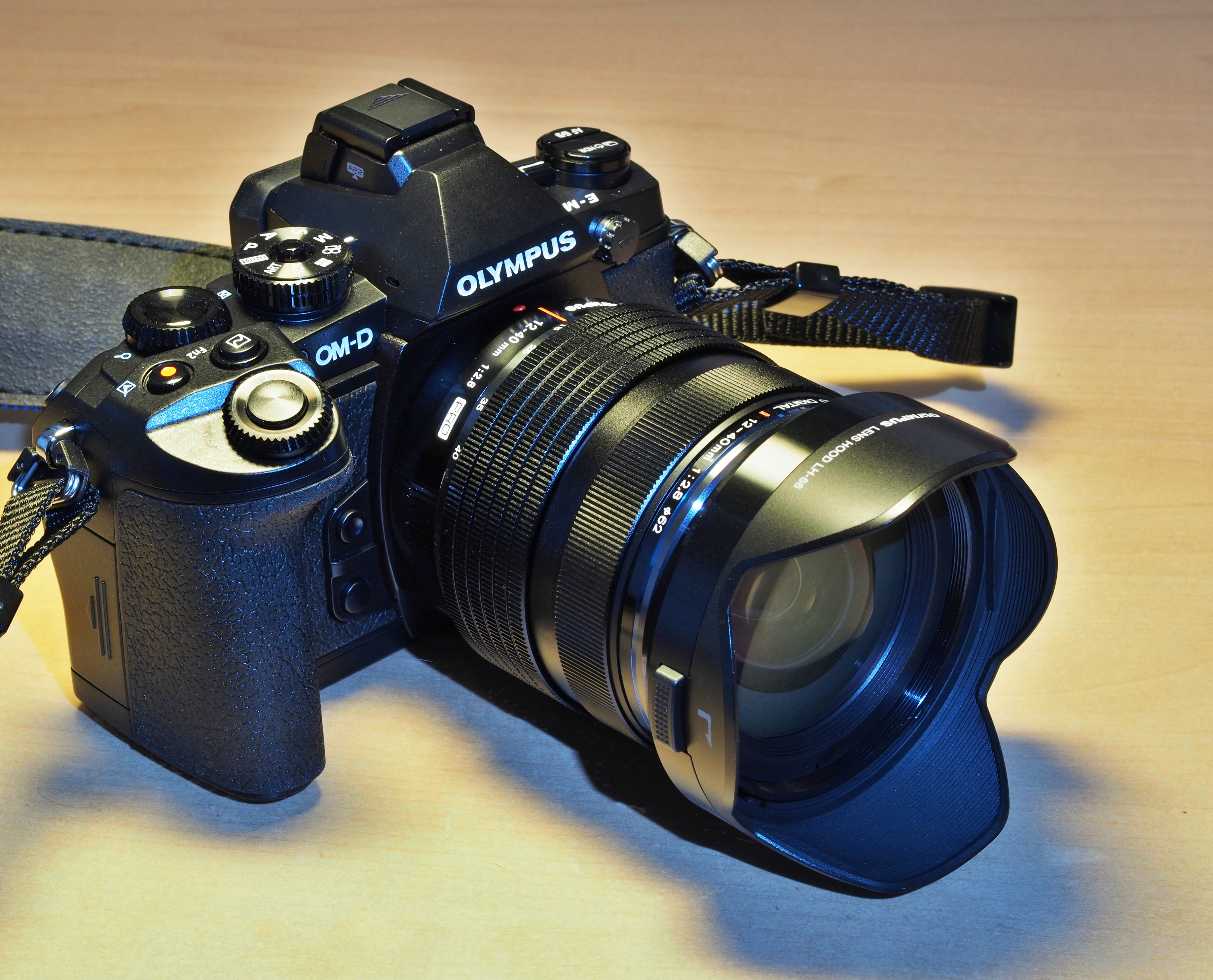
المپوس او‌ام-دی ای-ام‌۱